# Magda Guzmán
Magda Guzmán (María Magdalena Guzmán Garza; 16. svibnja 1931. – 12. ožujka 2015.) meksička je glumica koja je hrvatskoj publici najpoznatija kao Tomasa iz Divlje ruže, Fidelina iz Otimačice i Rufi iz serije U ime ljubavi.

## Biografija
Magda je rođena kao María Magdalena Guzmán Garza 16. svibnja 1931. u Meksiku. Rođena je u Monterreyu, Nuevo León ili u Saltillu, Coahuila.
Njezini su roditelji bili Jesús Guzmán i Bety Alvarez. Njezina su braća i sestre Jesús, César, Manuel "El Flaco" (glumac, umro je 2002.), Ana María (glumica) i Blanca.
Prvi joj je muž bio Julián Duprez, kojem je rodila troje djece: Karinu (glumica), Gerarda i Mirtu. S drugim mužem, Federicom Falcónom, ima sina Carlosa.
Njezina je unuka glumica Magda Karina.

## Filmografija
- Para volver a amar (2010. – 2011). - Conchita Cabrera
- En nombre del amor (2008. – 2009.) - Rufina "Rufi" Martínez
- Tormenta en el paraíso (2007. – 2008.) - Yolanda
- Alborada (2005. – 2006.) - Sara de Oviedo "La Poderosa"
- Misión S.O.S (2004. – 2005.) - Doña Justina Aranda
- Sin pecado concebido (2001.) - Eva Santana
- Mi destino eres tú (2000.)
- Infierno en el paraíso (1999.) - Nanda
- Vivo por Elena (1998.)
- La Usurpadora (1998.) - Fidelina
- María Isabel (1997. – 1998.)
- Te sigo amando (1996. – 1997.) - Ofelia
- Bajo un mismo rostro (1995.) - Rosario
- Valeria y Maximiliano (1991. – 1992.) - Eugenia Landero
- Balada por un amor (1990.) - Beatriz
- El cristal empañado (1989.) - Virginia
- Rosa salvaje (1987. – 1988.) - Tomasa
- Lista Negra (1986.)
- Cautiva (1986.) - Aurelia
- Tú o nadie (1985. – 1986.)- Victoria
- Bodas de odio (1983.) - Carmen
- Extraños caminos del amor (1981.) - Antonia
- Al final del arco iris (1980.) - Elvira
- Muchacha de Barrio (1979.) - Rosa
- El amor llegó más tarde (1979.)
- Santa(1978.)
- Acompáñame (1977.)  - Esperanza
- Rina (1977.) Telenovela - Doña Chana
- Los miserables (1973.)  - Gđa Thernardier
- La señora joven (1972.)  - Maura Montiel
- Muchacha italiana viene a casarse (1971. – 1972.) - Analia
- Mis tres amores (1971.)  - Consuelo
- La gata (1970.)  - Leticia "La Jarocha"
- Yesenia(1970.) - Trifenia
- Magdalena(1970.) - Magdalena
- Cadenas de angustia(1969.)
- Los Caudillos (1968.) - Josefa Ortiz de Domínguez
- Pueblo sin esperanza (1968.)
- Mujeres sin amor (1968.)
- Anita de Montemar (1967.)  - Carlota
- Un angel en el fango (1967.)
- No quiero lágrimas (1967.)
- Adriana (1967.) Telenovela
- El usurpador (1967.)
- El medio pelo(1966.)  - Paz
- El corrido de Lupe Reyes (1966.)
- Marina Lavalle (1965.)
- Las Abuelas (1965.)
- Siempre tuya (1964.)
- San Martín de Porres (1964.)  - Ana
- La Familia miau (1963.)
- El secreto (1963.)
- La actriz (1962.)
- Las gemelas (1961.)
- Marianela (1961.) - Marianela
- El hombre de oro (1960.)
- Amar fue su pecado (1960.)
- Dos caras tiene el destino (1960)
- Más allá de la angustia (1958.)
- Soledad la reina del mundo (1947.)
- La primera actriz (1947.)
- Vidas en las estrellas (1947.) telenovela
- Lazos de amor (1947.) - María Paula
- La doctora Vidal (1946.)
- Los niños azules (1945.)
- Madre soñadora(1945.)
- Cornelia la invasora (1945.)
- Juana la del valleE (1944.) - Sonora
- La venganza de Lenora (1944.)